# Maricica Puică
Maricica Puică, née le 29 juillet 1950 à Iași en Roumanie, est une ancienne athlète roumaine, coureuse de fond et demi-fond.

## Carrière
Puică, dans ses premières années, n'a connu que peu de succès. Aux Jeux olympiques d'été de 1976 à Montréal, elle échouait en série sur 1 500 m. À 27 ans, elle se classait troisième sur le cross long des championnats du monde de cross-country et remportait le titre par équipe. L'été de la même année, elle atteignait par deux fois une finale aux championnats d'Europe à Prague, se classant d'abord quatrième en 8 min 40 s 9 sur 3 000 m puis onzième sur 1 500 m. Aux Jeux olympiques d'été de 1980 à Moscou, elle se classait à la septième place sur 1 500 m en 4 min 01 s 26.
Début 1982, elle participait pour la première fois aux championnats d'Europe en salle à Milan, y remportant une médaille d'argent sur 3 000 m en 8 min 54 s 26 derrière l'Italienne Agnese Possamai. Quelques semaines plus tard, aux championnats du monde de cross-country, elle était sacrée en individuelle. En été, aux championnats d'Europe à Athènes, elle atteignait encore deux finales, remportant l'argent en 8 min 33 s 33 sur 3 000 m, à trois secondes de la Soviétique Svetlana Ulmasova. Sur 1 500 m, elle terminait au pied du podium en 3 min 59 s 31, à quelques dixièmes du bronze obtenu par l'Italienne Gabriella Dorio.
En 1984, Puică remportait son deuxième titre mondial en cross. En été, les coureuses de fond et demi-fond roumaines, emmenées par Puică et Doina Melinte, se présentèrent aux Jeux olympiques de Los Angeles comme les grandes favorites en l'absence pour cause de boycott des coureuses soviétiques. Le programme olympique de Puică commença le 8 août en série du 3 000 m, cette course faisait son apparition au programme des jeux. Elle remporta la troisième série en 8 min 43 s 32. Le 9 août, avaient lieu les séries du 1 500 m. Puică terminait deuxième de sa série en 4 min 05 s 30 derrière Gabriella Dorio. Le 10 août eut lieu la finale du 3 000 m. La championne du monde, l'Américaine Mary Decker menait, suivie par la Britannique d'origine sud-africaine Zola Budd. Après l'accrochage entre ces deux coureuses qui fut suivie par la chute de Decker, Puică prit la tête et remporta le titre en 8 min 35 s 96 devant la Britannique Wendy Sly et la Canadienne Lynn Williams. Le jour suivant, Puică était la seule finaliste du 3 000 m à prendre part à la finale du 1 500 m. En 4 min 04 s 15, elle remportait le bronze derrière Dorio et Melinte.
Les trois années suivantes, elle fit partie des meilleures du demi-fond. En 1986, elle gagna la finale du Grand Prix sur 1 500 m et était deuxième au classement général. Une année plus tard, elle remportait la finale du Grand Prix sur 3 000 m. Aux championnats d'Europe de 1986, elle devenait vice-championne d'Europe en 8 min 35 s 92 derrière la Soviétique Olga Bondarenko et se classait au cinquième rang en 4 min 03 s 90 sur 1 500 m. En 1987, aux premiers Championnats du monde en salle officiels d'Indianapolis, elle obtenait le bronze sur 3 000 m, en 8 min 47 s 92 derrière Tatyana Samolenko et Olga Bondarenko.
Aux championnats du monde de 1987, Samolenko gagnait encore devant Puică qui courait en 8 min 39 s 45. Aux Jeux olympiques d'été de 1988 à Séoul, pour sa quatrième participation, elle était éliminée en série sur 3 000 m. Elle remporta sa dernière médaille internationale aux championnats d'Europe en salle de 1989 à La Haye. Dans une finale de cinq concurrentes, dont seulement quatre arrivèrent au terme de la course, elle terminait troisième en 9 min 15 s 49 avec cinq secondes de retard sur Elly van Hulst.
Durant sa carrière, elle a établi trois records du monde et été de nombreuses fois championne de Roumanie. En compétition, elle avait un poids de forme de 54 kg pour 1,68 m.

## Palmarès

### Jeux olympiques
- Jeux olympiques de 1976 à Montréal ( Canada) 
  - éliminée en série sur 1 500 m
- Jeux olympiques de 1980 à Moscou ( Union soviétique) 
  - 7e sur 1 500 m
- Jeux olympiques de 1984 à Los Angeles ( États-Unis) 
  -  Médaille de bronze sur 1 500 m
  -  Médaille d'or sur 3 000 m
- Jeux olympiques de 1988 à Séoul ( Corée du Sud) 
  - éliminée en série sur 3 000 m

### Championnats du monde d'athlétisme
- Championnats du monde d'athlétisme de 1987 à Rome ( Italie)
  -  Médaille d'argent sur 3 000 m

### Championnats d'Europe d'athlétisme
- Championnats d'Europe d'athlétisme de 1978 à Prague ( Tchécoslovaquie)
  - 11e sur 1 500 m
  - 4e sur 3 000 m
- Championnats d'Europe d'athlétisme de 1982 à Athènes ( Grèce)
  - 4e sur 1 500 m
  -  Médaille d'argent sur 3 000 m
- Championnats d'Europe d'athlétisme de 1986 à Stuttgart ( Allemagne de l'Ouest)
  - 5e sur 1 500 m
  -  Médaille d'argent sur 3 000 m

### Championnats du monde de cross-country
- Championnats du monde de 1978 à Glasgow ( Écosse)
  -  Médaille de bronze sur la course longue
  -  Médaille d'or par équipe
- Championnats du monde de 1982 à Rome ( Italie)
  -  Médaille d'or sur la course longue
- Championnats du monde de 1984 à East Rutherford ( États-Unis)
  -  Médaille d'or sur la course longue

### Championnats nationaux de Roumanie
- Médaille d'or sur 1 500 m en 1977, 1980, 1981 et 1984
- Médaille d'or sur 3 000 m en 1985
- Médaille d'or sur 10 000 m en 1987

### En salle

#### Championnats du monde d'athlétisme en salle
- Championnats du monde d'athlétisme en salle de 1987 à Indianapolis ( États-Unis)
  -  Médaille de bronze sur 3 000 m

#### Championnats d'Europe d'athlétisme en salle
- Championnats d'Europe d'athlétisme en salle de 1982 à Milan ( Italie)
  -  Médaille d'argent sur 3 000 m
- Championnats d'Europe d'athlétisme en salle de 1989 à La Haye ( Pays-Bas)
  -  Médaille de bronze sur 3 000 m

### Records du monde
- 5 min 33 s 5 sur 2 000 m en 1979 à Bucarest ( Roumanie)
- 4 min 17 s 44 sur le mile en 1982 à Rieti ( Italie)
- 5 min 28 s 69 sur 2 000 m en 1986 à Londres ( Royaume-Uni)